# قائمة عملات أفريقيا
هذه قائمة بالعملات المتداولة في قارة أفريقيا.

## التاريخ
اعتمد سكان قارة أفريقيا قديمًا على مُبادلة السلع والمواد الأساسية والحيوانات وحتى البشر المتوفرين محليًا كبديل لنظام العملة فيما عُرف بنظام المقايضة، ثُم بدأ هذا الوضع يتغير بحلول القرن السابع عشر الميلادي مع إدخال القوى الاستعمارية الأوروبية نظامها النقدي الخاص إلى الدول التي احتلتها. ومع استعادة الدول الأفريقية لاستقلالها خلال القرن العشرين، احتفظ بعضها بالفئات النقدية التي كانت متداولة لديها خلال حقبة الاستعمار، على حين أعادت دول أخرى تسمية عملاتها لأسباب مختلفة. وفي الوقت الحالي، غالبًا ما يخلق التضخم في اقتصاد معظم دول أفريقيا طلبًا على العملات الأجنبية أكثر استقرارًا، بينما لا يزال نظام المقايضة الأصلي مستخدمًا على نطاق واسع في بعض المناطق الريفية في أفريقيا.

### في عصور ما قبل الاستعمار

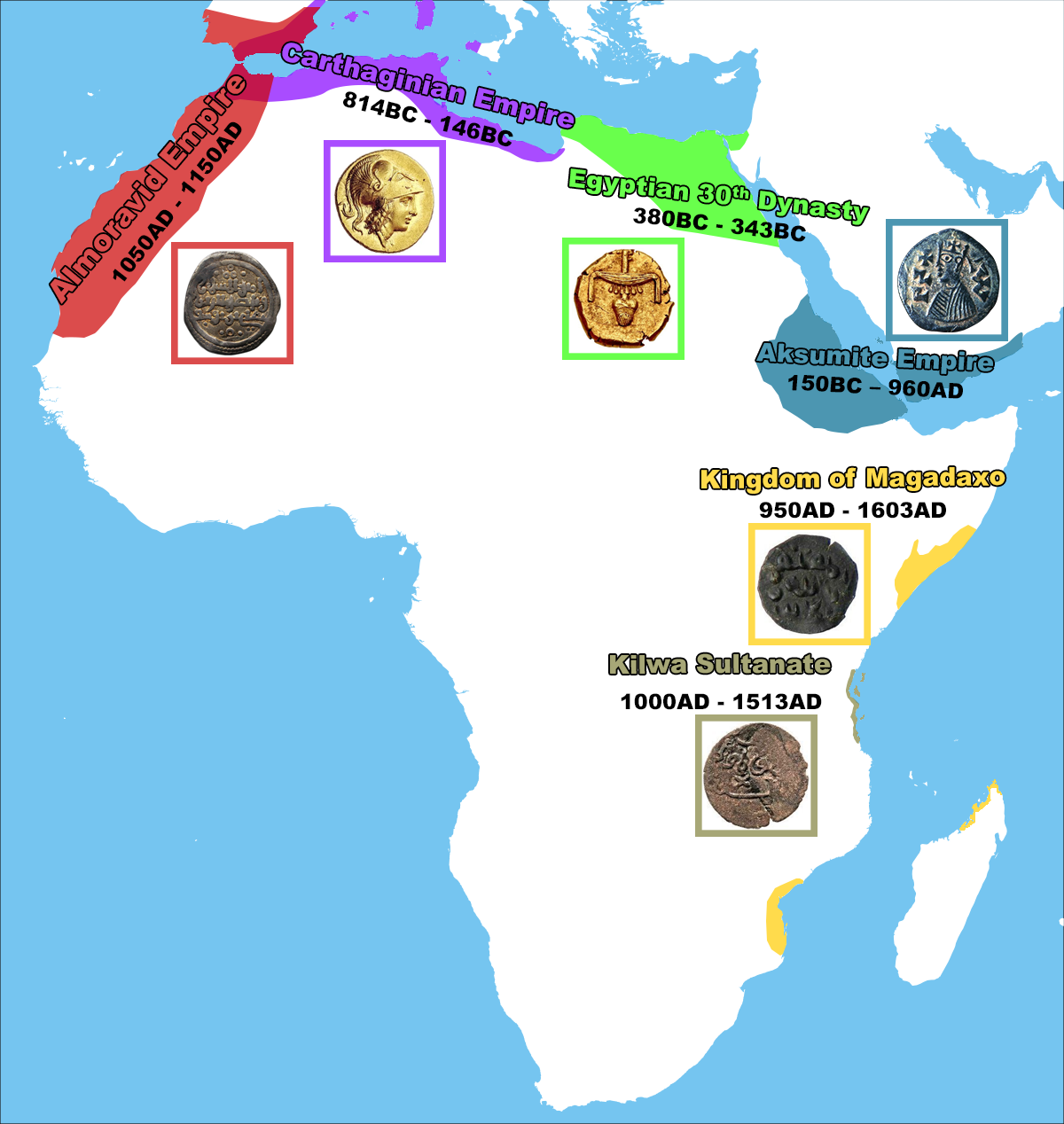
خريطة للعملات الأفريقية المصنعة محليًا قبل الاستعمار والدول التي سكتها.

عرفت أفريقيا نظام العملات كوسيلة للحصول على الاحتياجات منذ القدم، حيث استُخدمت بعض المواد كعملات مثل الأصداف والسبائك والذهب (بما في ذلك غبار الذهب والعملات الذهبية (الأشانتي)) ورؤوس السهام والحديد والملح والماشية والماعز والبطانيات والفؤوس والخرز وغيرها الكثير. في أوائل القرن التاسع عشر، كان من الممكن شراء عبد في غرب أفريقيا بعملة المانيلا، والتي كانت عبارة عن حلقة معدنية مصنوعة من البرونز أو معادن أخرى، وكانت تُعلق على عصا.

### في حقبة الاستعمار الأوروبي
خلال الحقبة الاستعمارية في أفريقيا، والتي امتدت من عام 1680 إلى عام 1990 تقريبًا، أدخلت القوى الاستعمارية عملاتها الخاصة إلى مستعمراتها في أفريقيا أو أنتجت نسخًا محلية منها. وشملت هذه العملات الشلن الصومالي، والليرة الإيطالية في شرق أفريقيا، والفرنك الأفريقي في الدول الناطقة بالفرنسية. وبعد الاستقلال، احتفظت العديد من حكومات ما بعد الاستعمار باسم ونظام وحدات القيمة الافتراضية للعملات التي كانت متداولة لديها خلال الحقبة الاستعمارية السابقة. فعلى سبيل المثال، استُبدل الجنيه البريطاني لغرب أفريقيا بالجنيه النيجيري الذي كان يُقسّم إلى شلنات، قبل استبداله بالنيرة النيجيرية.

### في العصر الحديث
شهدت العملات الأفريقية اتجاهًا مختلفًا خلال العصر الحديث بعدما تغيرت العلاقة مع القوى الأجنبية في دول القارة، مما أدى إلى حدوث تغييرات في العملة في معظم دول أفريقيا، فاستُبدلت الروبية الشرق أفريقية الناتجة عن التجارة طويلة الأمد مع شبه الجزيرة العربية والهند بالشلن الشرق أفريقي، وبعد أن كانت بريطانيا العظمى هي القوة المهيمنة في القارة، تخلّت بعض الدول عن العملات البريطانية المتداولة لديها، فحل البولا البوتسواني محل الراند الجنوب أفريقي في بوتسوانا عام ١٩٧٦، بينما احتفظت دول أخرى بعدما نالت استقلالها بنفس العملات التي كانت متداولة لديها خلال حقبة الاستعمار مثل أوغندا التي أبقت على الشلن الأوغندي كعملة متداولة.
تُغيّر العديد من الدول الأفريقية شكل عملاتها عندما لتولي السلطة حكومة جديدة، وغالبًا ما توضع صورة رئيس الدولة الجديد على الأوراق النقدية أو تُزال من عليها صورة رئيس الدولة السابق، مع بقاء القيمة الاسمية للعملة كما هي، وقد حدث ذلك على سبيل المثال في ليبيا عام 2012 عندما أصدر المصرف المركزي الليبي بعد سقوط نظام معمر القذافي في أعقاب ثورة 17 فبراير إصدارات جديدة من فئات الدينار الليبي بدلا من القديمة التي كانت تحمل صورة الرئيس السابق معمر القذافي. شهدت العديد من العملات الأفريقية فترات من التضخم الجامح، مما استدعى إعادة تقييم العملات، مثل الدولار الزيمبابوي. وفي بعض المناطق بقارة أفريقيا، تزدهر تجارة العملات في السوق السوداء، حيث يقوم بعض تجار الشوارع غير المرخص لهم بييع الدولار الأمريكي أو العملات المستقرة الأخرى، والتي تُعتبر بمثابة تحوط من مخاطر التضخم المحلي، مقابل سعر صرف أعلى من سعر الصرف المعلن للعملة الأجنبية في البنك الرسمي، ولكن هذه التجارة عادة ما تكون غير قانونية. لا تزال ثقافة المقايضة راسخة في العديد من المناطق الريفية بأفريقيا، حيث تكون السلع المتبادلة ذات قيمة فورية أكبر من العملة الرسمية، وحتى في الأماكن التي تُستخدم فيها العملات، فإن مقايضة السلع شائعة جدًا.

## العملات الإقليمية

فرنك غرب أفريقيا
فرنك أفريقيا الوسطى
الراند الجنوب أفريقي
إيكو غرب أفريقيا (عملة مقترحة)
شلن شرق أفريقيا (عملة مقترحة)

هناك مقترحٌ لإنشاء اتحاد نقدي للقارة الأفريقية بأكملها، والذي يُفترض أن يقوم بإنشاء عملة موحدة جديدة للقارة، على غرار اليورو، وعادةً ما يُشار إلى هذه العملة الموحدة باسم «الأفرو» أو «الأفريك». من غير المعروف حتى الآن متى سيتم تنفيذ ذلك، وفي أبريل (نيسان) 2021، صرّح وامكيلي ميني الأمين العام لمنطقة التجارة الحرة القارية الأفريقية بأنه لا يعرف كم من الوقت سوف يستغرق الأمر حتى تكون لأفريقيا عملة موحدة، قد لا يحدث ذلك في وقت قريب، ولكن على مسؤولي القارة البدء من نقطة ما لمعالجة تعدد العملات كعائق أمام التجارة البينية الأفريقية.

### في غرب أفريقيا
اقترحت منطقة غرب أفريقيا النقدية إنشاء عملة موحدة لجميع دول غرب أفريقيا، والتي أقترح تسميتها بالإيكو. في مايو (أيار) 2020، توصلت ثمانية من دول غرب أفريقيا إلى اتفاق مع الحكومة الفرنسية يقضي باستبدال الفرنك الأفريقي بعملة الإيكو، ولكن حتى يناير (كانون الثاني) 2021 لم يكن هناك أي خطة قد وضعت لتنفيذ ذلك. وكنتيجة لتأثيرات جائحة كوفيد-19، صرّح الحسن واتارا رئيس دولة ساحل العاج في سبتمبر (أيلول) 2020 بأنه لا يتوقع تطبيق نظام الإيكو لمدة تتراوح بين 3 و5 سنوات أخرى. وفي عام 2021، اعتمد الاتحاد الأوروبي خطة جديدة تهدف إلى إطلاق نظام الإيكو في عام 2027.

#### في شرق أفريقيا
خططت الدول الأعضاء في مجموعة شرق أفريقيا أيضًا حتى عام 2012 لتقديم عملة موحدة، وهي الشلن الشرق أفريقي. ولكن تأجل تنفيذ ذلك في البداية إلى عام 2024، ثُم تأجل مرة أخرى إلى عام 2031.

## قائمة العملات الحالية
| العملة | رمز العملة وفقًا للمعيار الدولي للعملات أيزو 4217 | الاسم المختصر للعملة                            | الدولة                      |
| --- | ------------------------------------------------ | ----------------------------------------------- | --------------------------- |
| الدينار الجزائري | DZD                                              | DA (بالحروف اللاتينية) دج (بالحروف العربية)     | الجزائر                     |
| الكوانزا الأنغولية                                                                                                  | AOA                                              | Kz                                              | أنغولا                      |
| البولا البوتسوانية                                                                                                  | BWP                                              | P                                               | بوتسوانا                    |
| الفرنك البوروندي | BIF                                              | FBu                                             | بوروندي                     |
| إسكودو جزر الرأس الأخضر                                                                                             | CVE                                              |                                                 | الرأس الأخضر                |
| الفرنك الإفريقي (يوجد عملتان مختلفتان تسميان بالفرنك الأفريقي، وهما فرنك غرب أفريقيا (XOF) وفرنك وسط أفريقيا (XAF)) | XAF                                              | FCFA                                            | الكاميرون                   |
| الفرنك الإفريقي (يوجد عملتان مختلفتان تسميان بالفرنك الأفريقي، وهما فرنك غرب أفريقيا (XOF) وفرنك وسط أفريقيا (XAF)) | XAF                                              | FCFA                                            | جمهورية أفريقيا الوسطى      |
| الفرنك الإفريقي (يوجد عملتان مختلفتان تسميان بالفرنك الأفريقي، وهما فرنك غرب أفريقيا (XOF) وفرنك وسط أفريقيا (XAF)) | XAF                                              | FCFA                                            | تشاد                        |
| الفرنك الإفريقي (يوجد عملتان مختلفتان تسميان بالفرنك الأفريقي، وهما فرنك غرب أفريقيا (XOF) وفرنك وسط أفريقيا (XAF)) | XAF                                              | FCFA                                            | جمهورية الكونغو             |
| الفرنك الإفريقي (يوجد عملتان مختلفتان تسميان بالفرنك الأفريقي، وهما فرنك غرب أفريقيا (XOF) وفرنك وسط أفريقيا (XAF)) | XAF                                              | FCFA                                            | غينيا الاستوائية            |
| الفرنك الإفريقي (يوجد عملتان مختلفتان تسميان بالفرنك الأفريقي، وهما فرنك غرب أفريقيا (XOF) وفرنك وسط أفريقيا (XAF)) | XAF                                              | FCFA                                            | الغابون                     |
| الفرنك الإفريقي (يوجد عملتان مختلفتان تسميان بالفرنك الأفريقي، وهما فرنك غرب أفريقيا (XOF) وفرنك وسط أفريقيا (XAF)) | XOF                                              | CFA                                             | بنين                        |
| الفرنك الإفريقي (يوجد عملتان مختلفتان تسميان بالفرنك الأفريقي، وهما فرنك غرب أفريقيا (XOF) وفرنك وسط أفريقيا (XAF)) | XOF                                              | CFA                                             | بوركينا فاسو                |
| الفرنك الإفريقي (يوجد عملتان مختلفتان تسميان بالفرنك الأفريقي، وهما فرنك غرب أفريقيا (XOF) وفرنك وسط أفريقيا (XAF)) | XOF                                              | CFA                                             | غينيا بيساو                 |
| الفرنك الإفريقي (يوجد عملتان مختلفتان تسميان بالفرنك الأفريقي، وهما فرنك غرب أفريقيا (XOF) وفرنك وسط أفريقيا (XAF)) | XOF                                              | CFA                                             | ساحل العاج                  |
| الفرنك الإفريقي (يوجد عملتان مختلفتان تسميان بالفرنك الأفريقي، وهما فرنك غرب أفريقيا (XOF) وفرنك وسط أفريقيا (XAF)) | XOF                                              | CFA                                             | مالي                        |
| الفرنك الإفريقي (يوجد عملتان مختلفتان تسميان بالفرنك الأفريقي، وهما فرنك غرب أفريقيا (XOF) وفرنك وسط أفريقيا (XAF)) | XOF                                              | CFA                                             | النيجر                      |
| الفرنك الإفريقي (يوجد عملتان مختلفتان تسميان بالفرنك الأفريقي، وهما فرنك غرب أفريقيا (XOF) وفرنك وسط أفريقيا (XAF)) | XOF                                              | CFA                                             | السنغال                     |
| الفرنك الإفريقي (يوجد عملتان مختلفتان تسميان بالفرنك الأفريقي، وهما فرنك غرب أفريقيا (XOF) وفرنك وسط أفريقيا (XAF)) | XOF                                              | CFA                                             | توغو                        |
| الفرنك القمري | KMF                                              | FC                                              | جزر القمر                   |
| فرنك كونغوي | CDF                                              | FC                                              | جمهورية الكونغو الديمقراطية |
| الفرنك الجيبوتي | DJF                                              | Fdj                                             | جيبوتي                      |
| الجنيه المصري | EGP                                              | LE (بالحروف اللاتينية) ج.م (بالحروف العربية)    | مصر                         |
| النقفة الإريترية | ERN                                              | Nkf (بالحروف اللاتينية) ናቕፋ (بالحروف الإريترية) | إريتريا                     |
| البير الإثيوبي | ETB                                              | Br (بالحروف اللاتينية) ብር (بالحروف الإثيوبية)   | إثيوبيا                     |
| الدالاسي الغامبي | GMD                                              | D                                               | غامبيا                      |
| السيدي الغاني | GHS                                              | ₵                                               | غانا                        |
| الفرنك الغيني | GNF                                              | FG                                              | غينيا                       |
| شلن كيني | KES                                              | KSh                                             | كينيا                       |
| لوتي ليسوتو | LSL                                              | L (للمفرد) M (للجمع)                            | ليسوتو                      |
| الدولار الليبيري | LRD                                              | $                                               | ليبيريا                     |
| الدينار الليبي | LYD                                              | LD (بالحروف اللاتينية) ل.د (بالحروف العربية)    | ليبيا                       |
| الأرياري المدغشقري                                                                                                  | MGA                                              | Ar                                              | مدغشقر                      |
| الكواشا الملاوية | MWK                                              | MK                                              | مالاوي                      |
| الأوقية الموريتانية                                                                                                 | MRU                                              | UM                                              | موريتانيا                   |
| الروبية الموريشية                                                                                                   | MUR                                              | Re (للمفرد) Rs (للجمع)                          | موريشيوس                    |
| الدرهم المغربي | MAD                                              | DH                                              | المغرب                      |
| المتكال الموزمبيقي                                                                                                  | MZN                                              | Mt                                              | موزمبيق                     |
| الدولار الناميبي | NAD                                              | N$                                              | ناميبيا                     |
| النيرة النيجيرية | NGN                                              | ₦                                               | نيجيريا                     |
| فرنك رواندي | RWF                                              | FRw                                             | رواندا                      |
| دوبرا ساو تومي وبرينسيب                                                                                             | STN                                              | Db                                              | ساو تومي وبرينسيب           |
| روبية سيشلية | SCR                                              | Re (للمفرد) Rs (للجمع)                          | سيشل                        |
| الليون السيراليوني                                                                                                  | SLL                                              | Le                                              | سيراليون                    |
| الشلن الصومالي | SOS                                              | Sh.So.                                          | الصومال                     |
| الراند الجنوب إفريقي                                                                                                | ZAR                                              | R                                               | جنوب أفريقيا                |
| الجنيه الجنوب سوداني                                                                                                | SSP                                              | £                                               | جنوب السودان                |
| الجنيه السوداني | SDG                                              | LS (بالحروف اللاتينية) ج.س (بالحروف العربية)    | السودان                     |
| الليلانغيني السوازيلندي                                                                                             | SZL                                              | L (للمفرد) E (للجمع)                            | إسواتيني                    |
| الشلن التنزاني | TZS                                              | TSh                                             | تنزانيا                     |
| الدينار التونسي | TND                                              | DT (بالحروف اللاتينية) د.ت (بالحروف العربية)    | تونس                        |
| الشلن الأوغندي | UGX                                              | USh                                             | أوغندا                      |
| الكواشا الزامبي | ZMW                                              | K                                               | زامبيا                      |
| الذهب الزيمبابوي | ZWG                                              | ZiG                                             | زيمبابوي                    |